# Parque nacional Tokinsko-Stanovói
El parque nacional Tokinsko-Stanovói (en ruso: Национальный парк «Токинско-Становой») se encuentra en las cabeceras montañosas del río Zeya, en las tierras altas de Stanovói del Lejano Oriente ruso. Fue creado en 2019 para proteger características naturales importantes, en particular especies como la oveja de las nieves (Ovis nivicola), y también el patrimonio cultural del pueblo indígena evenki, que se dedica al pastoreo de renos. El parque está ubicado en el distrito administrativo (raión) de Zeiski del óblast de Amur, en el punto de encuentro de las fronteras del óblast de Amur, la República de Sajá y el Krai de Jabárovsk.

## Topografía
El parque protege una región remota de la cuenca superior del río Zeya, en la ladera sur de la cordillera Toko-Stanovik. El gran embalse de Zeya se encuentra río abajo, 140 km al suroeste. El parque en sí se extiende 120 km de oeste a este a lo largo de la cordillera, y un promedio de 30 km de norte a sur en las laderas. Aunque el lago Bolshoye Toko da su nombre a las montañas y al parque, el lago en sí se encuentra a 30 km al norte del parque en la ladera norte de las montañas Stanovói.
El terreno en el parque se destaca por los valles glaciares y los lagos en las elevaciones más altas, las mesetas volcánicas del Pleistoceno (Edad de Hielo) y los conos minivolcánicos extintos, y los bosques inferiores que representan la taiga del norte de Amur y los tipos del sur de Siberia.

## Clima y ecorregión
Las elevaciones más altas del parque se encuentran en la ecorregión de la Tundra montañosa transbaikalia, lo que la convierte en parte de una cadena interconectada de microrregiones de tundra montañosa (permafrost, musgo y líquenes y roca desnuda) que se extiende desde el lago Baikal (1300 km hasta el al oeste del parque) al Mar de Ojotsk 400 km al este. Las elevaciones más bajas del parque se encuentran en la ecorregión de la taiga de Siberia Oriental.
El clima del parque es Clima continental húmedo, con veranos cálido (clasificación climática de Köppen (Dwb)), con un invierno seco. Este clima se caracteriza por grandes diferencias estacionales de temperatura y un verano cálido (al menos cuatro meses con un promedio de más de 10 °C (50,0 °F), pero ningún mes con un promedio de más de 22 ºCs (71,6 °F), e inviernos fríos con una precipitación mensual inferior a una décima parte del mes de verano más lluvioso.

## Flora y fauna
La altitud de la zona dictan las comunidades florales en el parque: el abeto siberiano (Picea obovata) y el abeto siberiano (Abies sibirica) en las laderas más bajas, el pino siberiano (Pinus sibirica) en una franja delgada por encima de eso y la tundra montañosa por encima de los 1200 metros. Los prados en el parque sustentan manadas de renos, que sustentan a un pequeño número de indígenas evenks. El parque es un lugar de descanso para la grulla siberiana (Leucogeranus leucogeranus), en peligro crítico de extinción, en su ruta de migración norte-sur. El parque también alberga una rara subespecie de la oveja de las nieves (Ovis nivicola), la oveja de las nieves de Ojotsk (Ovis nivicola alleni).